# Daniel Niklas von Höpken
Daniel Niklas von Höpken (ur. 1669, zm. 1741) – polityk szwedzki XVIII wieku, którego dzieckiem była patriotyczna, antyrosyjska i profrancuska „partia kapeluszy”. Jego synem był Anders Johan von Höpken (1712 – 1789) jeden z późniejszych liderów partii.
Francuski ambasador Charles Louis de Biaudos de Casteja wspomógł finansowo jego partię, tak, że mogła ona wygrać wybory 1734 roku.